# Habsburghaus
Das Habsburghaus ist eine Schutzhütte des Österreichischen Gebirgsvereins des ÖAV und befindet sich am Hochplateau der Rax auf 1786 m ü. A. an der Grenze zwischen Niederösterreich und der Steiermark.

## Lage
Das Habsburghaus befindet sich auf dem Grieskogel, westlich der Scheibwaldhöhe (1943 m), der dritthöchsten Erhebung auf dem Raxplateau. Etwa 2,7 km südlich des Habsburghauses befindet sich die Heukuppe (2007 m), der höchste Gipfel der Rax.

## Geschichte
Der Neubau sollte, touristisch-gastronomisch, die am Umschweif gelegene, seit 1876 bestehende Pehoferalmhütte ersetzen. Die Einweihung (Schlusssteinlegung) des „vom n.-ö. Gebirgs-Vereine (Anmerkung: gemeint ist der Niederösterreichische Gebirgsverein) auf dem Grieskogel (1800 Meter) erbauten Jubiläums-Schutzhauses“ fand am Sonntag, dem 24. September 1899, statt. In den 1960er Jahren begann man mit dem Ausbau des Hauses auf den heutigen Stand, der sich jedoch aufgrund fehlender Finanzmittel bis in die 1970er Jahre hinzog.
Um das Haus besser versorgen zu können, wurde 1963 eine Materialseilbahn vom Reißtal (Hinternaßwald) aus errichtet.
1925 wurde unmittelbar südlich des Hauses ein pyramidenstumpfförmiges Denkmal in Gedenken an Daniel Innthaler, den Erschließer der Kahlmäuer, errichtet.

## Jahnkreuz
Nur einige Gehminuten vom Habsburghaus entfernt befindet sich ein kleines Eisenkreuz. Es erinnert an den Hüttenwirt Karl Jahn, der am 8. Februar 1919, als er Proviant vom Karl-Ludwig-Haus holte, auf dem Rückweg in einen Schneesturm geriet. Bei minus 22 Grad Celsius und einer eingeschränkten Sicht, beladen mit 25 kg Lebensmitteln, verlor er die Orientierung und erfror schließlich – nur wenige hundert Meter vom Habsburghaus entfernt. Am 11. Februar fand man den Leichnam; die Lebensmittel waren immer noch auf dem Rücken befestigt.

## Aufstiege
- Hinternaßwald – Reißtalklamm – Kaisersteig – Habsburghaus, Gehzeit ca. 3 Stunden
- Hinternaßwald – Reißtalklamm – Bärenloch – Grasbodenalm – Habsburghaus, Gehzeit ca. 4 Stunden
- Hinternaßwald – Reißtalklamm – Wildfährte – Grasbodenalm – Habsburghaus, Gehzeit ca. 4 ½ Stunden
- Hinternaßwald – Reißtalklamm – Naßkamm – Gamsecksteig – Habsburghaus, Gehzeit ca. 4 Stunden
- Hinternaßwald – Peter Jokel-Steig – Habsburghaus, Gehzeit ca. 3 Stunden
- Preiner Gscheid – Karl-Ludwig-Haus – Habsburghaus, Gehzeit ca. 3 Stunden
- Bergstation der Raxseilbahn – Überquerung des Raxplateaus – Habsburghaus, Gehzeit ca. 2 ½ Stunden

In den Kahlmäuern (auch: der Kahlmauer) befinden sich mehrere ältere, nicht häufig begangene Steige, die zum Habsburghaus oder zum Karl-Ludwig-Haus führen. Sie sind in dieser Landkarte (Stand ca. 1921) verzeichnet: Zsigmondy-Gamseck, Wildes Gamseck, Alpenklub-Weg, Daniel-Steig, Protest-Steig, Kahlmäuer-Grat, Innthaler-Band.

## Bildergalerie

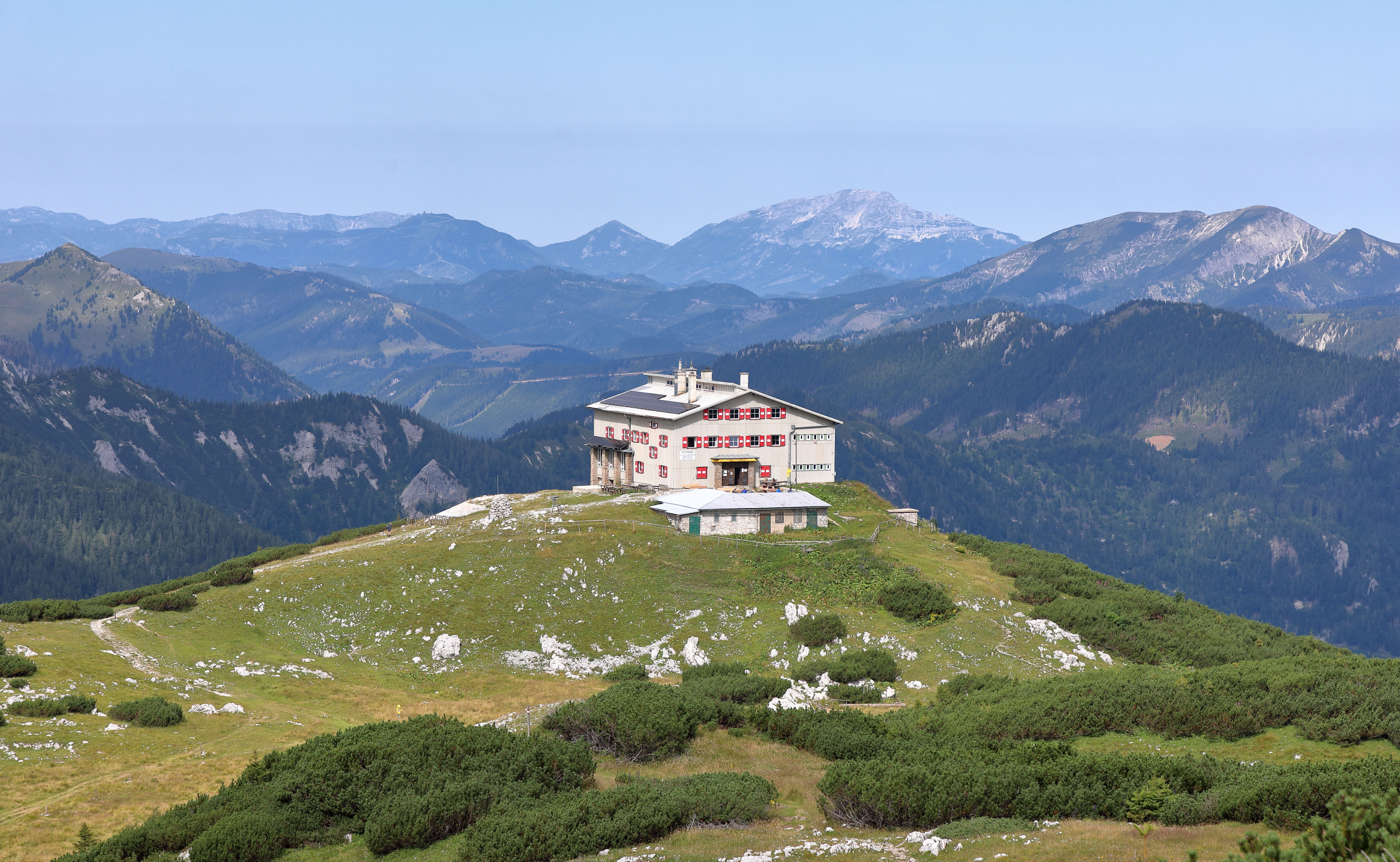
Blick Richtung Nordwest mit dem Habsburghaus im Vordergrund
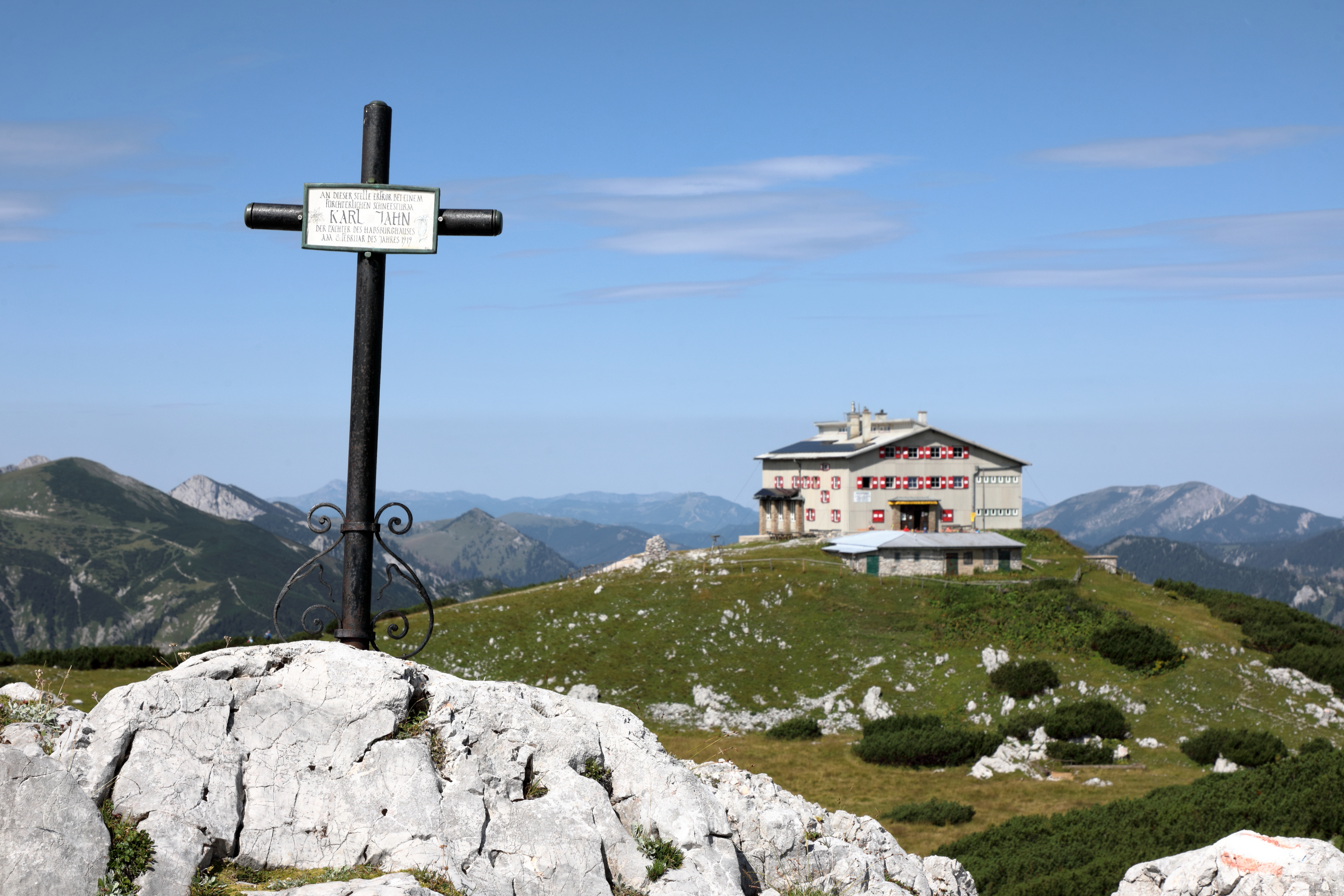
Blick vom Jahnkreuz auf das Habsburghaus
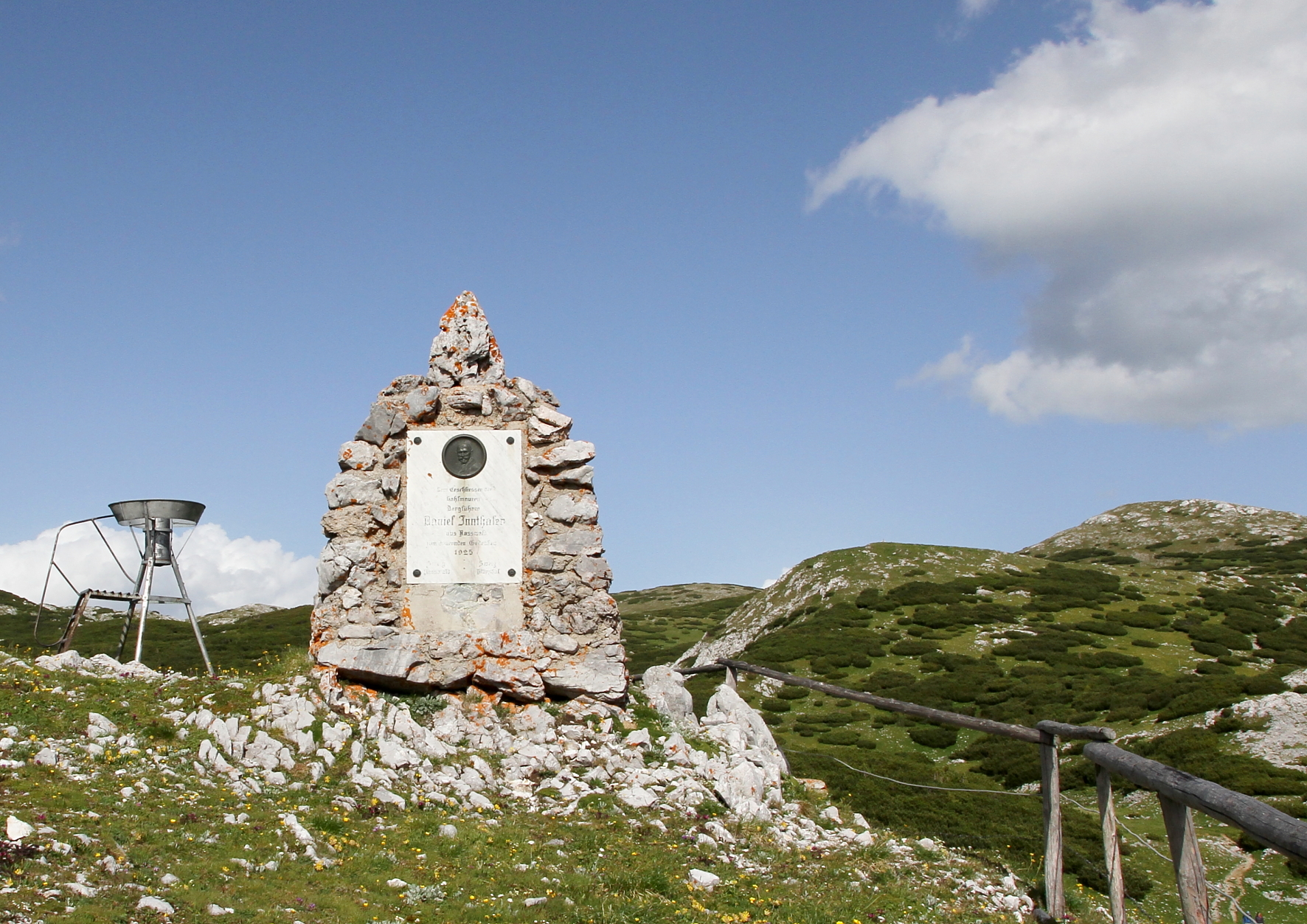
Denkmal in Gedenken an Daniel Innthaler nächst Habsburghaus
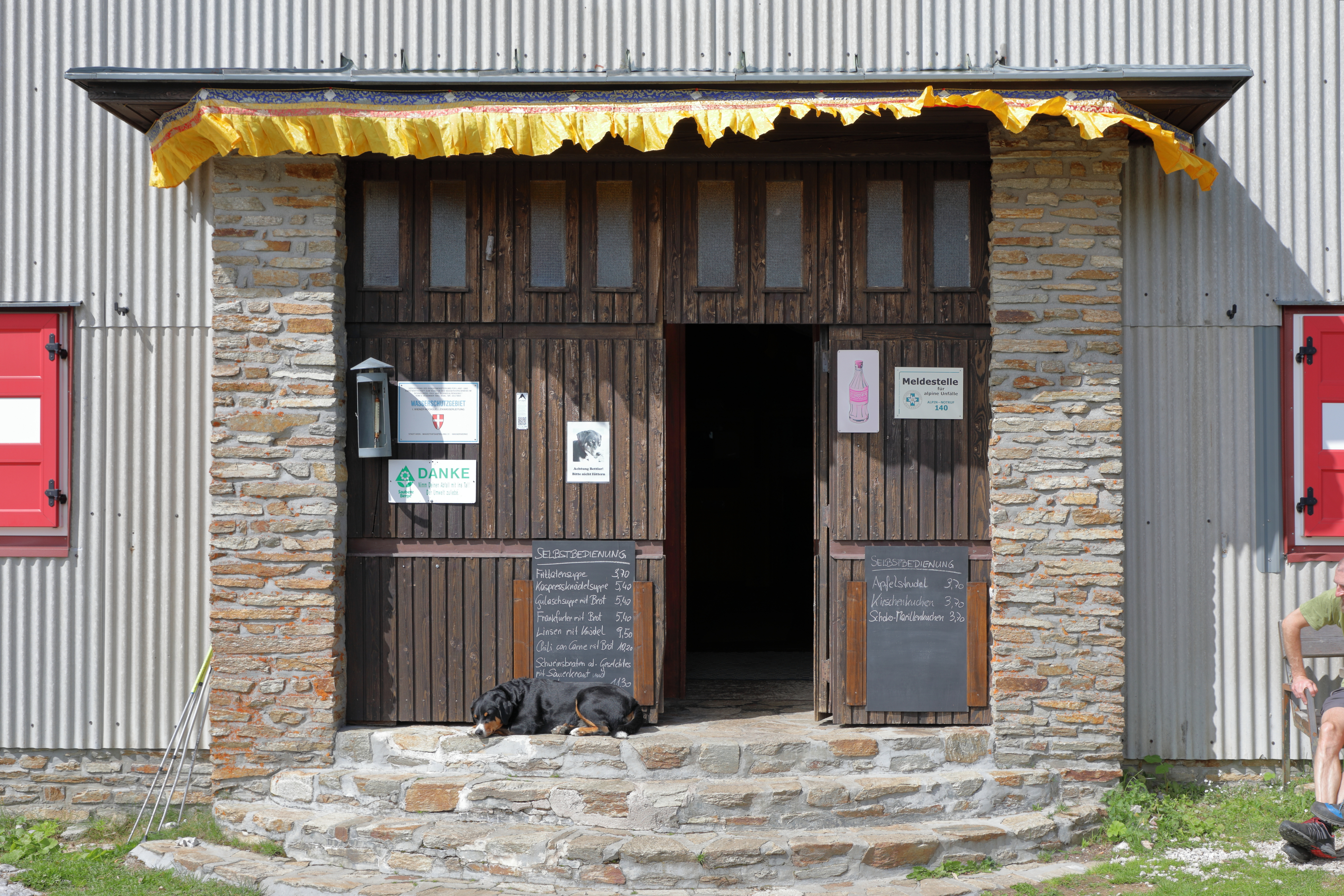
Eingangsbereich des Habsburghauses

## Übergänge zu anderen Hütten

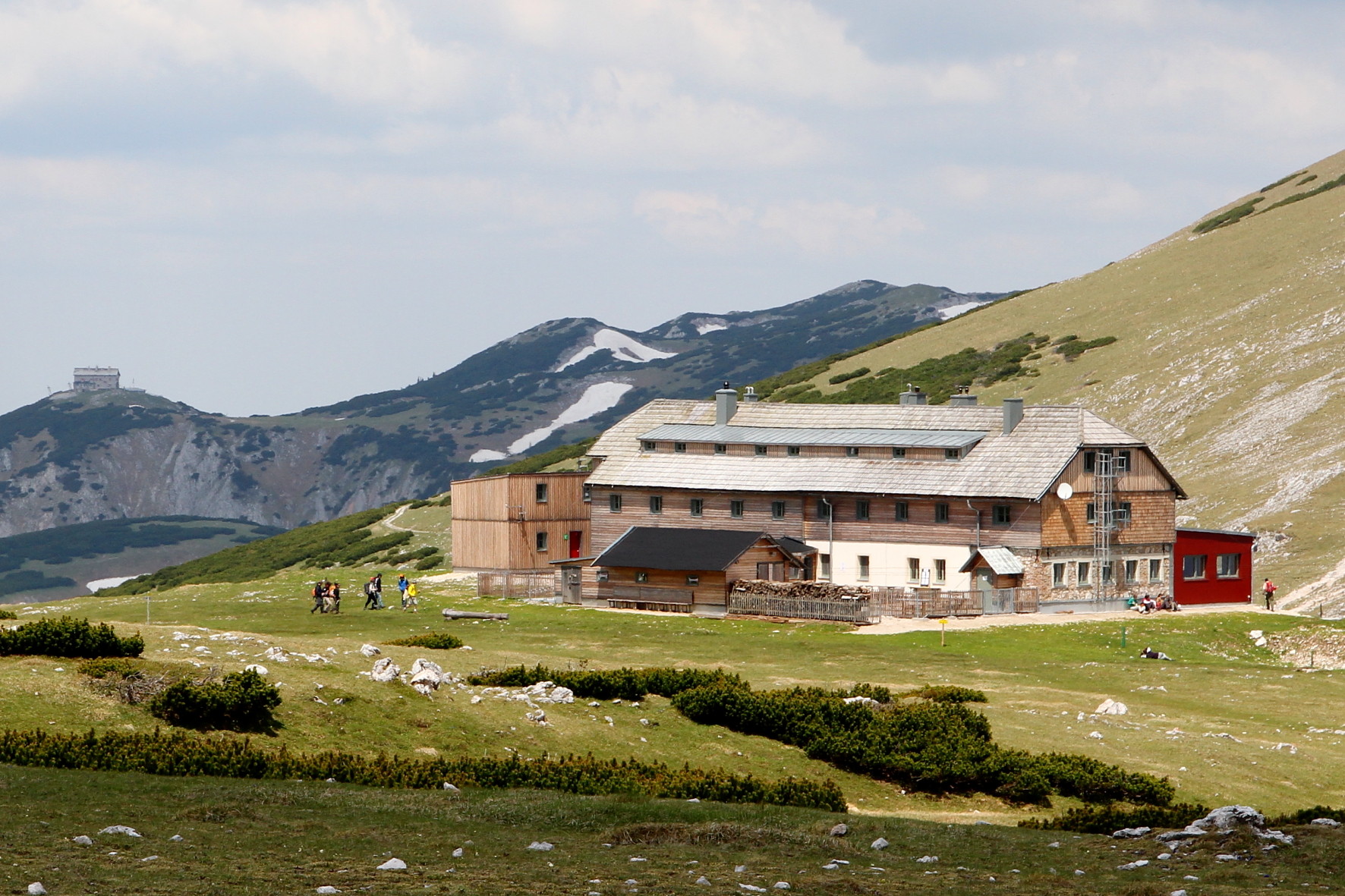
Karl-Ludwig-Haus und ganz links das Habsburghaus

- Karl-Ludwig-Haus
- Seehütte
- Gloggnitzer Hütte
- Otto-Schutzhaus
- Schneealpenhaus